# Anne Pak Agi
Pour les articles homonymes, voir Sainte Anne et Pak.
Anne Pak Agi ou Anne Pak A-gi (en coréen 아기 안나) est une chrétienne coréenne, née en 1782, morte le 24 mai 1839. Elle est l'une des 103 martyrs de Corée.
La fête de sainte Anne Pak Agi est le 24 mai ; elle est également vénérée avec les autres martyrs coréens le 20 septembre.

## Biographie
Anne naît en 1782 ou 1783 à Kangchon, dans la province de Gangwon en Corée en Corée, dans une famille chrétienne. Elle est d'une nature lente, et elle éprouve beaucoup de difficultés à apprendre la religion chrétienne avec le catéchisme. Elle se console en disant : « Puisque je ne peux pas connaître mon Dieu comme je le souhaiterais, je m'efforcerai au moins de l'aimer de tout mon cœur ».
Lorsqu'elle a dix-huit ans, elle épouse un chrétien et élève ses enfants dans cette religion. Elle ressent une dévotion particulière en méditant sur la Passion de Jésus. La contemplation des plaies du Christ est suffisante pour la bouleverser. Lorsqu'elle entend parler de la persécution en Corée contre les chrétiens, elle s'y intéresse sans frayeur.
Elle est arrêtée en même temps que son mari et son fils aîné. Son mari a de nombreux amis à la cour, qui font tout ce qu'ils peuvent pour leur sauver la vie en les incitant à apostasier. Ils finissent par réussir en ce qui concerne son mari et son fils, qui sont alors libérés. Mais Anne Pak reste ferme dans sa foi. Le juge essaye à de nombreuses reprises d'ébranler sa détermination, en alternant la sévérité et la gentillesse, mais ses efforts restent vains. Elle est même torturée, des lambeaux de sa peau sont enlevés jusqu'à mettre ses os à nu.
Son mari et son fils viennent la voir tous les jours et la supplient de ne dire qu'un mot pour quitter la prison et revenir libre chez eux. Ils lui présentent la désolation de la famille, de sa vieille mère sur le point de mourir, de ses enfants qui pleurent pour elle, mais sa résolution est inébranlable. Elle leur dit : « Quoi, pour quelques jours de votre vie, vous exposerez-vous à la mort éternelle ? Au lieu de me demander de transgresser, vous devriez m'exhorter à rester ferme. Revenez, revenez plutôt à Dieu et enviez mon bonheur ».
Anne Pak reste en prison pendant trois mois, puis elle est décapitée à Séoul, à la Petite Porte de l'ouest, le 24 mai 1839 à l'âge de cinquante-sept ans.

## Canonisation
Reconnue martyre le 9 mai 1925, elle est béatifiée le 5 juillet 1925 par le pape Pie XI.
Anne Pak Agi est canonisée (reconnue sainte) le 6 mai 1984, à Séoul, par le pape Jean-Paul II.
Sainte Anne Pak Agi est fêtée le 24 mai, et aussi le 20 septembre avec les autres martyrs de Corée.